# R25cafe

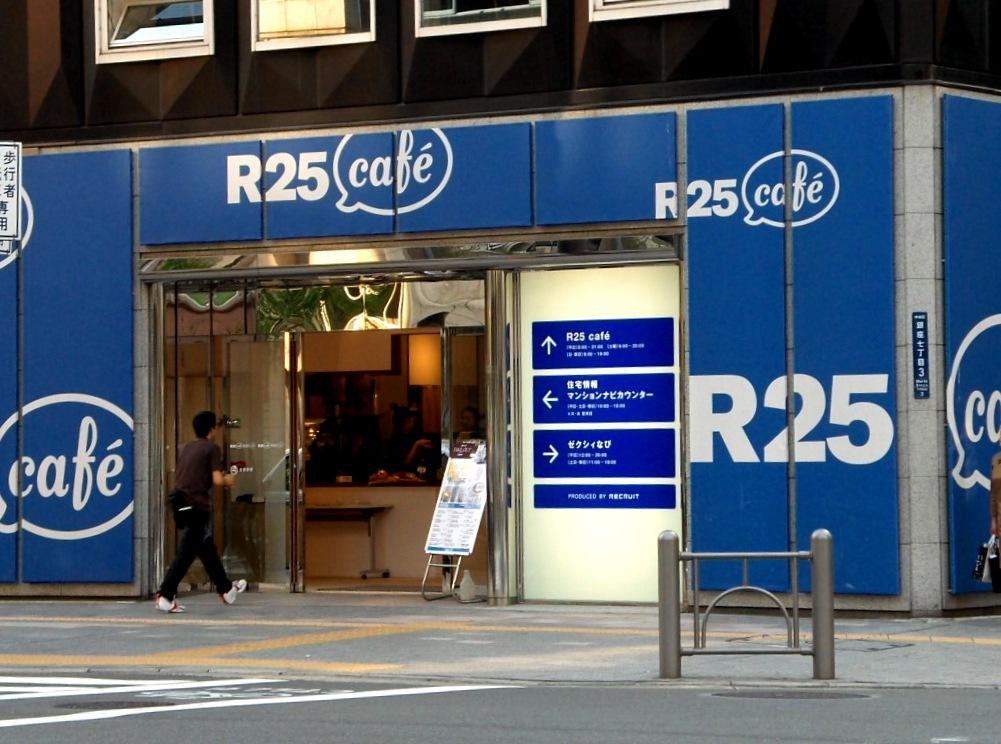
入口。

R25 cafe（アール25カフェ）は、かつて東京都中央区銀座7丁目のリクルートビル（現 ヒューリック銀座7丁目ビル）1階にあったカフェの名前。リクルートが運営する。フリーペーパーのR25が創刊されてから2周年を記念して造られ、2006年（平成18年）7月6日にオープンした。「仕事の合間の10分間の止まり木」をコンセプトにしており、公衆無線LANや電源用のコンセントが整備されていた。カウンターには、ノートパソコンやiPadも常設されていた。
店内にはR25やL25が置いてあり、軽食をとることができた。コーヒーの上に「R25」の文字を書くコーヒーアートが特徴的。オリジナルのコーヒーカップも置いており、限定品であった。
カフェはアメリカのシアトルにあるコーヒーショップ「ZOKA」とコラボレーションしてオープンしたものであった。
また、リクルートの企業メッセージ『まだ、ここにない、出会い。』をコンセプトとして、季節ごとにリクルート社の商品サービスを紹介するショールームカフェイベントが行われていた。
- 2009年 「リクルート式〜旅篇〜」「リクルート式〜グルメ篇〜」「リクルート式〜住まい篇〜」
- 2010年 「にゃらんcafe」「more eco more smile cafe」
- 2011年 「Hot Pepper Beauty cafe」

2013年6月30日をもって閉店した。